# Бжозувка (река)
Бжозу́вка (пол. Brzozówka, от Brzoza — берёза) — мелководная река в северо-восточной части Польши, на территории воеводства Подляского, левый приток Бебжи. Протяжённость — 56,755 км. Устаревшее название — Бржезова.
Река берёт начало из родника на опушке Чарно-Белостоцкого леса, приблизительно в 600 метрах от восточной окраины деревушки Немчин Белостокского повята, на высоте 163,91 м. От истока река около шести километров течёт на запад; за одноимённой деревушкой Бжозувкой поворачивает и около тридцати километров течёт на север, до деревни Карповиче, за которой снова поворачивает на запад — уже до впадения в Бебжу, на высоте 109,4 м.
Ширина реки 4 — 8 м. Глубина — 0,5 — 0,7 м. Дно песчаное или илистое. Течение равнинное, извилистое и спокойное, — 0,2 — 0,3 м/с. Берега в верхнем течении обрывисты, но невысоки — чуть более метра, в среднем и нижнем течении сильно заболочены. Однако в среднем течении берега осушены системой дренажных каналов и интенсивно используются в сельском хозяйстве; в нижнем течении осушен только левый берег, где прорыт крупный водоотводный канал Рув Вогзальски (Rów Wogzalski), а правый берег, вместе с берегами реки Бебжи, входит в состав Бебжанского ландшафтного парка, созданного для охраны редких видов болотных птиц.
В Бжозувку впадает более десятка речек, крупнейшие из них — Ольшанка, Бебла, Кумялка, Марына и Попёлувка.
От Ясёновки до Бжозовы Бжозувка служит границей между Монькским и Сокульским повятами.
В 2000-х под деревней Карповиче из небольшого речного затона по руслу Бжозувки создано водохранилище. Снабдив его благоустроенным пляжем, местные власти позиционируют водохранилище как место для отдыха.